# Dectocraspedon latefasciata
Dectocraspedon latefasciata là một loài bướm đêm trong họ Noctuidae.